# Prokop von Sázava

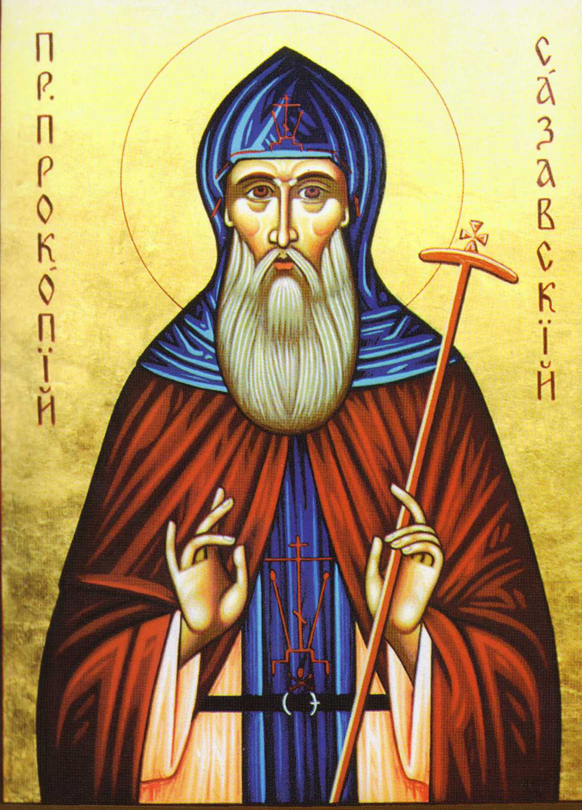
Heiliger Prokop

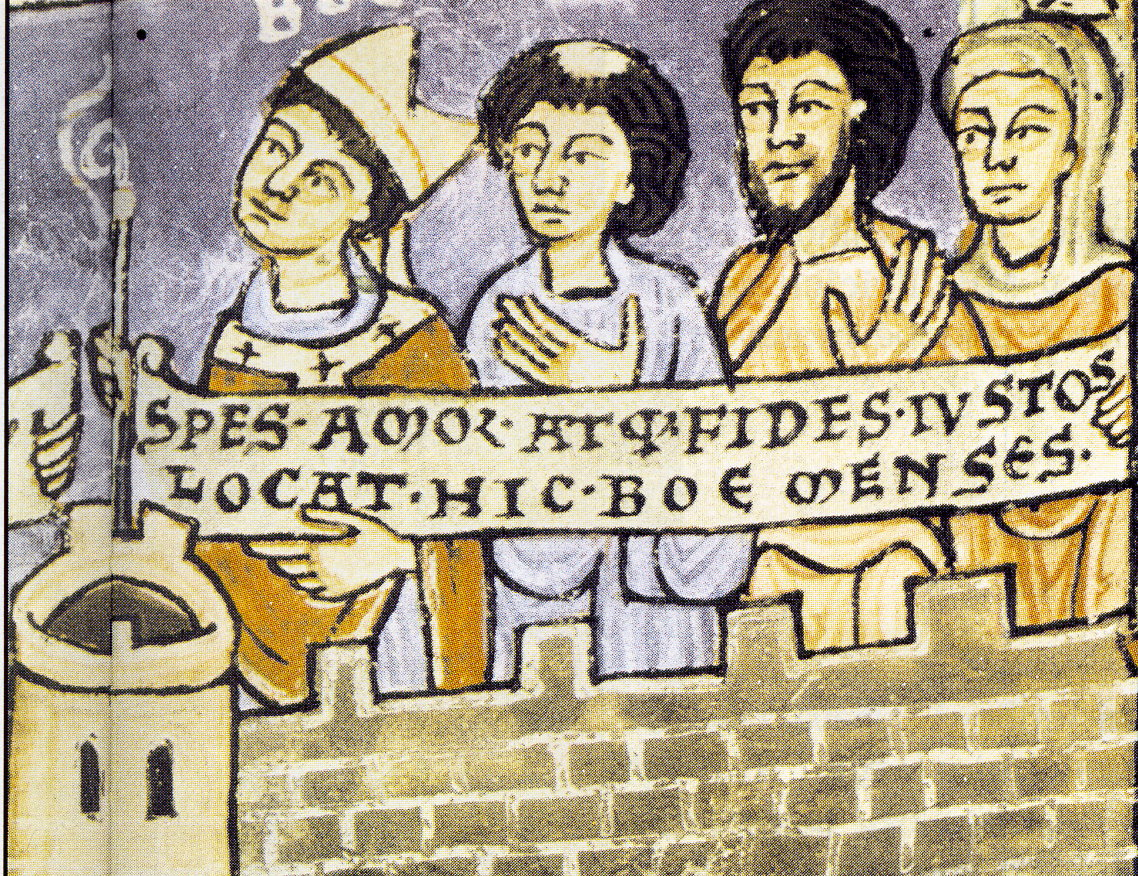
Die böhmischen Landespatrone Wenzel, Adalbert, Prokop und Ludmilla, in De civitate dei von Augustinus, Prager Kapitularhandschrift, 1197/1214

Prokop von Sázava (* um 970 in Chotouň, heute Ortsteil von Chrášťany im Okres Kolín; † 25. März 1053 in Sázava) war Priester und der Gründer des Klosters Sázava in Böhmen. Er gehört zu den böhmischen Landespatronen.
Prokop wird in der römisch-katholischen Kirche als Heiliger verehrt. Sein Gedenktag ist der 4. Juni.

## Leben
Prokop wurde am Ende des 10. Jahrhunderts in Chotouň geboren, einem kleinen Ort in Mittelböhmen in der Nähe der Stadt Kouřim. Das von späten Quellen angegebene Geburtsjahr 970 ist ungesichert. Er beherrschte die slawische glagolitische Schrift und war nach Aussage der Legenden als Priester tätig. Prokop war verheiratet und hatte einen Sohn namens Jimram (Emmeram).
Nachdem er sich vom weltlichen Leben abgewandt hatte, wurde Prokop zunächst Mönch, vermutlich im Benediktinerkloster Břevnov bei Prag, und später Einsiedler in einer Höhle am Mittellauf des Flusses Sázava. Nach und nach entstand um seine Zelle eine kleine Mönchssiedlung und im Jahr 1032 schließlich ein Kloster, das die Ordensregel der Benediktiner annahm. Fürst Břetislav I. bestätigte die Gründung und setzte den Eremiten als ersten Abt ein. Diese Funktion übte Prokop bis zu seinem Tod am 25. März 1053 aus. Zu Prokops Schülern gehörten auch sein Sohn Jimram und sein Neffe Veith, die beide später seine Nachfolger als Äbte von Sasau wurden.

## Verehrung
Das älteste Zeugnis über Prokops Leben, die Vita Minor (Kleine St. Prokop-Legende) wurde möglicherweise noch in altkirchenslawischer Sprache verfasst.
1056 mussten die Mönche erstmals das Kloster Sázava verlassen. 1096 wurden sie endgültig vertrieben. Das Kloster übernahmen Mönche aus Břevnov, die den lateinischen Ritus befolgten, die Erinnerung an den Gründer jedoch weiterhin hochhielten.
1204 wurde Prokop von Papst Innozenz III. heiliggesprochen. Er war der erste böhmische Heilige, dessen Heiligsprechung in Rom stattfand.
Besonderen Aufschwung nahm sein Kult unter Kaiser Karl IV. im 14. Jahrhundert. Dieser übergab dem Emmauskloster in Prag zwischen 1347 und 1378 eine Handschrift in altslawischer Sprache in kyrillischer Schrift, das sogenannte Reimser Evangelistar. Dieses sollte angeblich von Prokop geschrieben sein. In Böhmen war die kyrillische Schrift allerdings nie gebräuchlich.
Die Emmaus-Mönche ergänzten die Handschrift um einen glagolitischen Teil und banden beide Werke zu einem prächtig ausgestatteten Buch zusammen.
1588 wurden Prokops Überreste nach Prag überführt und in der Allerheiligenkirche auf der Prager Burg beigesetzt. In der Folge entstanden Gedichte, hagiographische und homiletische Werke der Prokop-Verehrung.

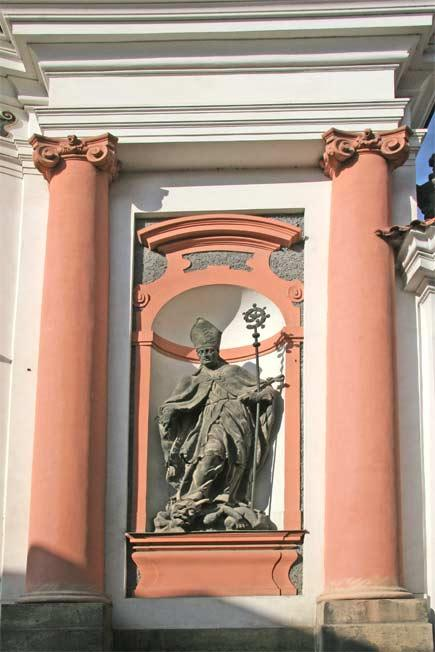
Barockstatue des Heiligen Prokop an Kirche des Johannes von Nepomuk in Kutná Hora

Dem Heiligen wurden über 100 Kirchen geweiht. Wertvolle Prokop-Statuen und Gemälde stammen aus der Zeit des Barock. Im 19. Jahrhundert wurde er zum Patron der tschechischen Emigranten in Übersee; Prokop-Kirchen wurden in Chicago, Cleveland und Dakota gegründet. Bekannte moderne literarische Bearbeitungen der Prokop-Legende schufen die Dichter Jaroslav Vrchlický und Vítězslav Nezval.